# Horažďovice předměstí (nádraží)
Horažďovice předměstí je železniční stanice a dopravní železniční uzel na křížení tratí České Budějovice – Plzeň a Horažďovice předměstí – Klatovy – Domažlice. Úsek hlavní dráhy spojující České Budějovice a Plzeň byl jako součást dráhy císaře Františka Josefa uveden slavnostně do provozu 1. září 1868.
Dráha císaře Františka Josefa minula město Horažďovice, prochází asi 2 km od centra města. Místní tradice vypráví, že měšťané odmítli dráhu, aby místní formani a povozníci mohli vydělávat na dopravě osob a zboží z města na vzdálené nádraží. Dobové dokumenty to však nedokládají. Důvodem trasování železnice byla konfigurace terénu.
Po postavení dráhy do Domažlic, uvedené do provozu roku 1888 jako součást Českomoravské transverzální dráhy a procházející městem, neslo (podle stavu po vzniku republiky 1918) popisované nádraží název Horažďovice Babiny a nádraží ve městě název Horažďovice město.
Na jaře roku 1945 bylo nádraží a jeho okolí poškozeno nálety spojeneckých bombardérů.
Od roku 1968 je celý úsek hlavní trati elektrizován. V letech 2015 až 2016 prošlo nádraží Horažďovice předměstí generální rekonstrukcí a modernizací.
Postupně při nádraží Horažďovice předměstí vyrostla kolonie rodinných domů, která nese název Horažďovice-Předměstí, po ní pak dostalo nový název i nádraží.

## Železniční nehoda
Dne 4. srpna 2015 během rekonstrukce stanice, kdy zabezpečovací zařízení pracovalo v provizorním režimu, zde došlo k železniční nehodě. Při kolizi dvou rychlíků bylo zraněno několik desítek cestujících.